# Cerynea
Cerynea är ett släkte av fjärilar. Cerynea ingår i familjen nattflyn.

## Dottertaxa tillCerynea, i alfabetisk ordning[1]
- Cerynea albilauta
- Cerynea albivitta
- Cerynea ampafana
- Cerynea argentescens
- Cerynea brunnea
- Cerynea cadoreli
- Cerynea capensis
- Cerynea contentaria
- Cerynea digonia
- Cerynea discontenta
- Cerynea disjunctaria
- Cerynea endotrichalis
- Cerynea falcigera
- Cerynea fissilinea
- Cerynea flavibasalis
- Cerynea flavicostata
- Cerynea flavipennis
- Cerynea homala
- Cerynea ignealis
- Cerynea ignetincta
- Cerynea igniaria
- Cerynea kühni
- Cerynea limbobrunnea
- Cerynea mesophaea
- Cerynea minuta
- Cerynea mundicolaria
- Cerynea nigropuncta
- Cerynea oblops
- Cerynea ochreana
- Cerynea omphisalis
- Cerynea ovata
- Cerynea pallens
- Cerynea perrubra
- Cerynea pilipalpus
- Cerynea porphyrea
- Cerynea punctilinealis
- Cerynea rhodotrichia
- Cerynea rubra
- Cerynea sepiata
- Cerynea sobria
- Cerynea sumatrana
- Cerynea tetramelanosticta
- Cerynea thermesialis
- Cerynea trichobasis
- Cerynea trogobasis
- Cerynea ustula
- Cerynea veterata
- Cerynea virescens
- Cerynea vivida